# Nycteris nana
Nycteris nana es una especie de murciélago de la familia Nycteridae.

## Distribución geográfica
Se encuentra en África occidental y África Central Costa de Marfil, Ghana Togo Camerún Guinea Ecuatorial, Angola República Democrática del Congo, República Centroafricana, Sudán, Uganda Kenia, Ruanda y Tanzania.